# Chifley Tower

Chifley Tower is een wolkenkrabber met 53 verdiepingen in Sydney, New South Wales, Australië. Het werd ontworpen door de in New York City gevestigde architecten  Travis McEwen en Kohn Pedersen Fox, met John Rayner als projectarchitect.  Met een hoogte van 244 meter was Chifley Tower van 1992 tot 2019 het hoogste gebouw in Sydney. Het werd in hoogte overtroffen door Crown Sydney (271 meter) in 2020, samen met de Salesforce Tower (263 meter) en One Sydney Harbour (247 meter) in 2022.

## Sitegeschiedenis

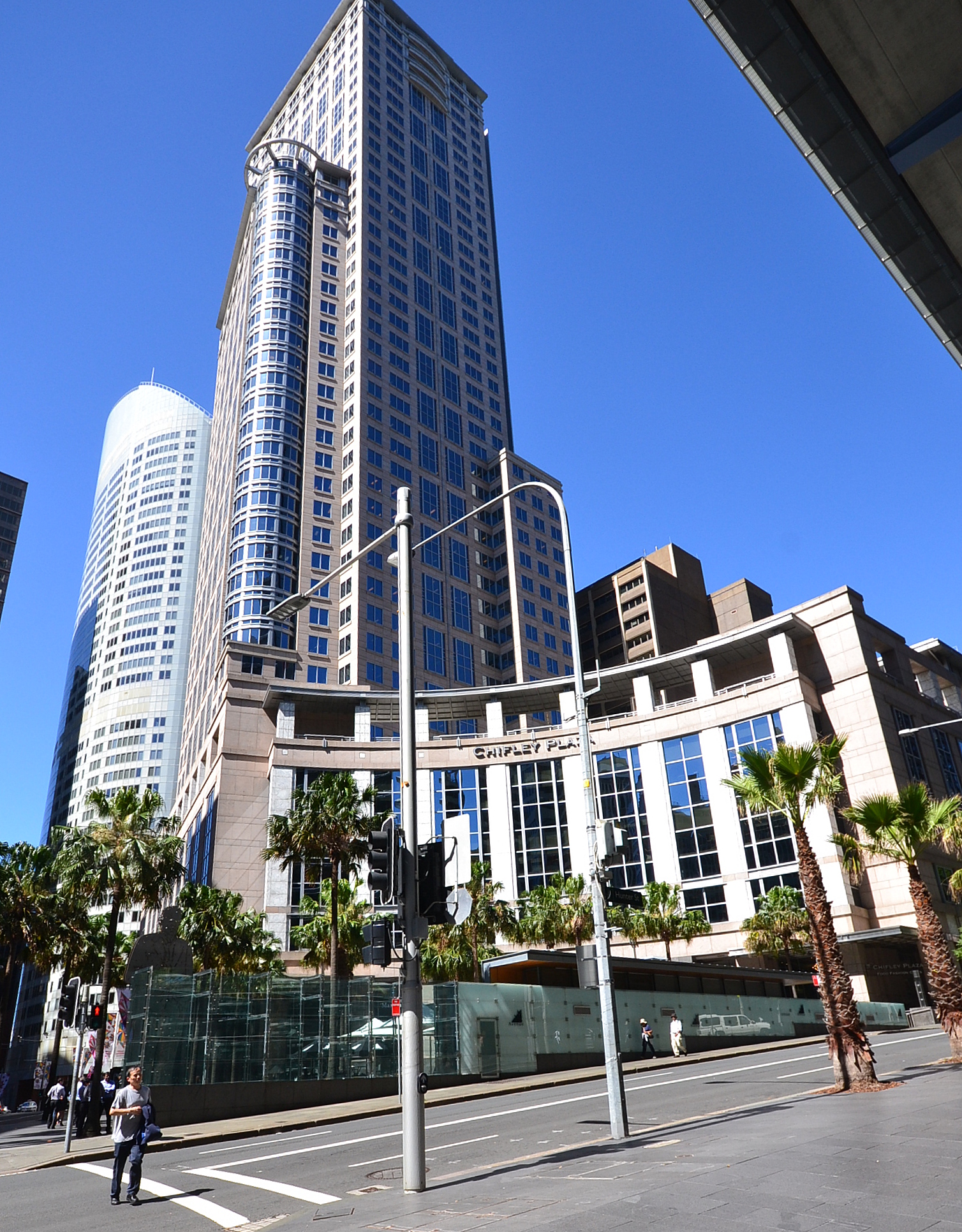
Toren vanaf het zuiden met grondplein op straatniveau

Chifley Tower is gebouwd op een onregelmatig gevormd perceel. Door de organische ontwikkeling van het stratenpatroon van Sydney vormen de straten die vanuit dit gebied naar het noorden lopen een scheef raster dat anders is uitgelijnd dan de straten die vanuit dit gebied naar het zuiden lopen, die samen ook een scheef raster vormen. De dwarsstraten direct ten noorden en ten zuiden van het terrein (Bent en Hunter) volgen daarentegen meanderende lijnen die niet aansluiten op deze scheve rasters.
Aan de zuidwestelijke hoek van het perceel eindigt Elizabeth Street in Hunter Street, terwijl Phillip Street een klein stukje naar het oosten Hunter Street kruist en noordwaarts doorloopt naar Circular Quay. Elizabeth Street werd een belangrijke verkeersader, die bijna rechtstreeks van Hunter Street in het noorden, langs Central Station door naar Waterloo liep, terwijl Phillip Street vanaf deze kruising slechts twee blokken naar het zuiden loopt voordat hij eindigt bij King Street en St. James' Church. Als gevolg hiervan werd het einde van Elizabeth Street bij Hunter Street onbevredigend geacht, en vanaf het begin van de 20e eeuw werden verschillende plannen bedacht om deze kruising te moderniseren. De gemeenteraad van Sydney keurde een plan goed om een geometrisch plein in Parijse Haussmann-stijl te creëren, waardoor Elizabeth Street verbinding zou maken met het noordelijke deel van Phillip Street en een doorgaande weg naar Circular Quay zou vormen.
De herinname van land om dit plein te creëren ging vele jaren door. In 1957 werd Qantas House voltooid ten noordwesten van de kruising, met een gebogen voorgevel die overeenkwam met het geplande plein, genaamd Chifley Square. In 1962 werd echter het Commonwealth Centre, eigendom van de federale overheid, voltooid op de locatie van het huidige Chifley Tower-complex, en dit sloot niet aan op het geplande plein. Uiteindelijk werd het in de jaren 1980 gesloopt en werd het Chifley Tower-complex op dezelfde plaats gebouwd. Het podiumgebouw heeft een gebogen voorgevel aan de zuidwestkant die die van Qantas House weerspiegelt en de halfronde curve van het geplande plein voltooit. De zuidwestelijke hoek van het perceel werd een voetgangersplein, met een gigantisch, tweedimensionaal beeldhouwwerk van Ben Chifley, naar wie het plein is vernoemd.
Het gebouw heette oorspronkelijk Bond Tower, naar Alan Bond. Na Bonds faillissement werd het gebouw overgenomen door Kumagai Gumi en in 1993 omgedoopt tot Chifley Tower, naar het plein. De winkelgalerij in het podiumgebouw heet Chifley Plaza.

## Functies

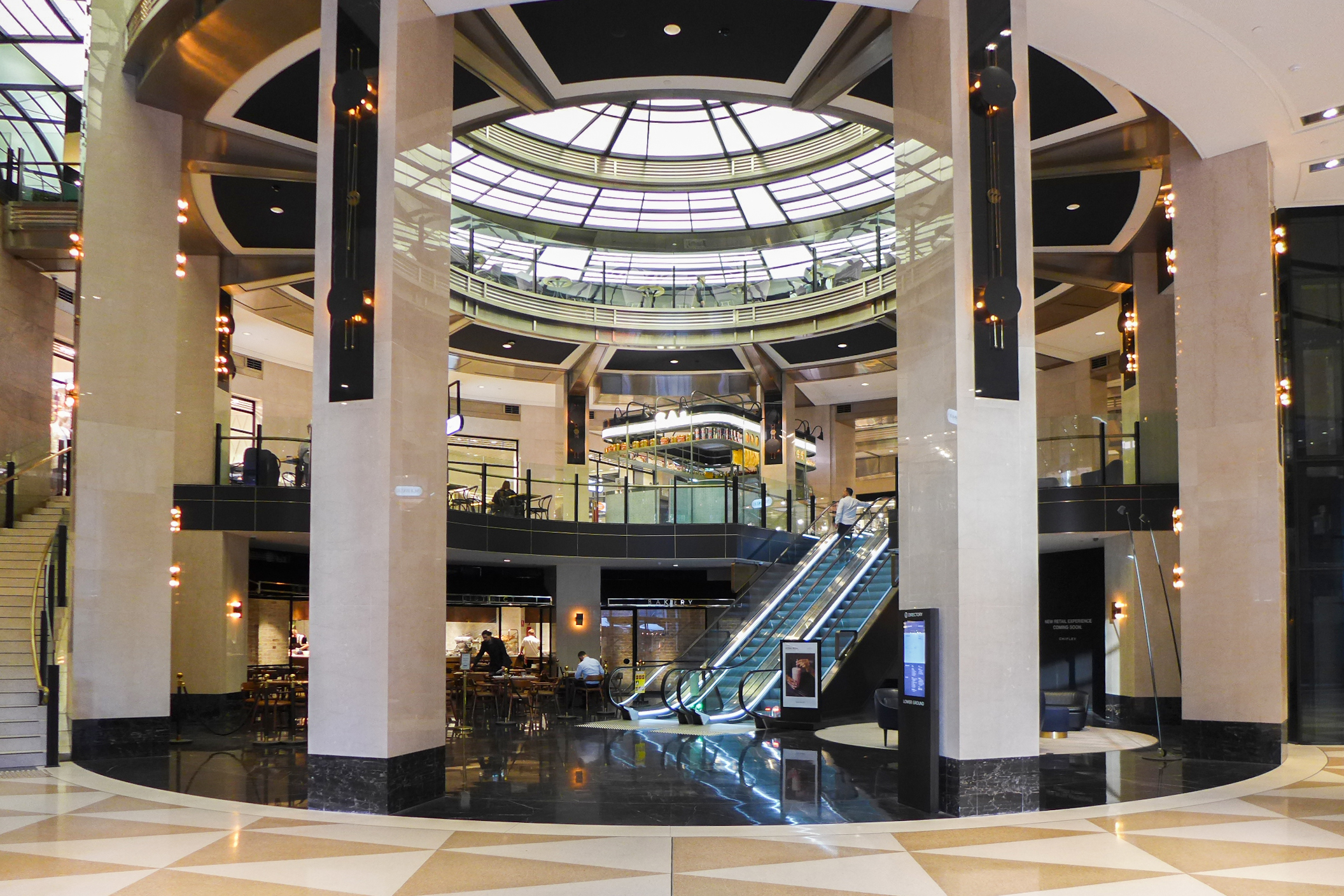
Arcade-ingang

De toren ligt aan 2 Chifley Square, met Hunter, Philip en Bent Streets als dwarsstraten, en de hoofdingang bevindt zich aan Phillip Street.  Dankzij de prominente ligging op de top in het noordoostelijke CBD, heeft de toren vanaf zijn 42 verdiepingen een breed uitzicht op de haven. De toren wordt voornamelijk gebruikt voor commercieel gebruik, met name financiële instellingen, advocatenkantoren en bedrijven. Huidige huurders zijn onder meer UBS, BlackRock, Servcorp, Hana Financial Group en Bank of Queensland.
Een middelhoog podiumgebouw omringt de toren. Winkelgalerijen bevinden zich op de onderste verdiepingen, terwijl de bovenste verdiepingen van het podiumgebouw worden gebruikt als kantoren (gedurende het grootste deel van de geschiedenis van het gebouw, als handelsruimtes voor een reeks investeringsbanken). De entreehal voor de winkelgalerijen bevindt zich op de zuidwestelijke hoek van het gebouw, tegenover Chifley Square.
In 2000 werd een bliksemafleider van 3 meter toegevoegd, waardoor de oorspronkelijke hoogte van 241 meter naar 244 meter steeg. Om te voorkomen dat de toren door de wind beweegt, hangt er een gigantische stalen slinger van 406 ton aan acht draden van 75 millimeter vlak bij het dak. De toren is vernoemd naar de voormalige Australische premier Ben Chifley.
All Nippon Airways had ooit een verkoopkantoor op verdieping 32.